# Suminagashi (type d'acier)
 (septembre 2018).
Si vous disposez d'ouvrages ou d'articles de référence ou si vous connaissez des sites web de qualité traitant du thème abordé ici, merci de compléter l'article en donnant les références utiles à sa vérifiabilité et en les liant à la section « Notes et références ».
Le suminagashi (墨流し, « encre coulante »), dérivé du papier marbré japonais, est un style japonais d'acier de Damas. C'est un acier composite dit soudé dans lequel des aciers de différentes teneurs en carbone et différents alliages sont reliés en couches. En taillant[pas clair], les couches peuvent être rendues visibles et former ensuite un aspect particulièrement esthétique.
Le suminagashi est souvent utilisé comme élément décoratif pour les lames en acier laminé de haute qualité.